# Neptunea ennae
Neptunea ennae is een slakkensoort uit de familie van de Buccinidae. De wetenschappelijke naam van de soort is voor het eerst geldig gepubliceerd in 1969 door Sakurai & Chiba.